# Heinz Schilcher
Heinz Schilcher (Fohnsdorf, 1947. április 14. – 2018. július 20.) válogatott osztrák labdarúgó, középpályás, edző.

## Pályafutása

### Klubcsapatban
1965 és 1969 között a Grazer AK, majd 1971-ig a Sturm Graz labdarúgója volt. 1971 és 1973 között a holland Ajax játékosa volt. 1974 és 1978 között Franciaországban játszott. A Paris FC, a Nîmes Olympique és az RC Strasbourg csapataiban szerepelt. 1978-ban hazatért és ismét a Sturm játékosa lett. Itt fejezte be az aktív labdarúgást 1982-ben.

### A válogatottban
1973. március 28-án egy alkalommal szerepelt az osztrák válogatottban. A holland válogatott elleni bécsi barátságos mérkőzésen 1–0-s osztrák győzelem született.

### Edzőként
1976 júniusa és novembere között még játékosként az RC Strasbourg vezetőedzője is volt.

## Sikerei, díjai
Grazer AK
- Osztrák kupa
  - döntős: 1969

 AFC Ajax
- Holland bajnokság
  - bajnok (2): 1971–72, 1972–73
- Holland kupa
  - győztes: 1972
- Bajnokcsapatok Európa-kupája (BEK)
  - győztes (2): 1971–72, 1972–73

 RC Strasbourg
- Francia bajnokság – másodosztály
  - bajnok: 1976–77

 Sturm Graz
- Osztrák bajnokság
  - 2.: 1980–81